# جيرسون رودريغيز
جيرسون رودريغيز (20 يونيو 1995 في البرتغال - ) هو لاعب كرة قدم لوكسمبورغي برتغالي في مركز الوسط لعب سابقاً في نادي الوحدة السعودي معار من دينامو كييف الأوكراني. لعب مع نادي فولا إيش.

## روابط خارجية
- جيرسون رودريغيز على موقع الاتحاد الدولي (مؤرشف)  (الإنجليزية)
- جيرسون رودريغيز على موقع الاتحاد الأوربي (الإنجليزية)
- جيرسون رودريغيز على موقع اتحاد تركيا (لاعب) (الإنجليزية)
- جيرسون رودريغيز على موقع اتحاد أوكرانيا (الإنجليزية)
- جيرسون رودريغيز على موقع رابطة كرة القدم اليابانية للمحترفين (اليابانية)
- جيرسون رودريغيز على موقع قاعدة بيانات كرة القدم.إي يو (الإنجليزية)
- جيرسون رودريغيز على موقع ليكيب (الفرنسية)
- جيرسون رودريغيز على موقع ناشيونال فوتبول تيمز (الإنجليزية)
- جيرسون رودريغيز على موقع Soccerway.com (الإنجليزية)
- جيرسون رودريغيز على موقع عالم كرة القدم.نت (الإنجليزية)